# Форум демократических сил Беларуси
Форум Демократических Сил Беларуси — периодически проводимые встречи белорусской оппозиции для поиска идей и выработки предложений по различным вопросам общественного, экономического и политического развития Республики Беларусь. На встречи приглашаются граждане Республики Беларусь, правительства зарубежных стран, политики, представители гражданского общества, науки, бизнеса, экспертного сообщества, диаспоры, вне зависимости от гражданства, политических взглядов, религиозных убеждений и социального статуса. Предметом обсуждения являются кризис демократии в Беларуси, освобождение политических заключенных политические репрессии в Беларуси, война против Украины.

## О Форуме
После президентских выборов в Беларуси 2020 года страна переживает политический кризис. Гражданское общество подвергается репрессиям, уничтожена независимая пресса, активисты арестованы или покинули страну.
Форум демократических сил Беларуси ставит задачу наладить диалог между различными участниками гражданского общества, политическими структурами, экспертами, диаспорами. От имени Форума принимаются заявления участников, инициируются мероприятия, создаются группы для взаимодействия с гражданами Беларуси и международными организациями.

## История
Инициаторы Форума — посол Беларуси в США (1997—2002) и кандидат в президенты Беларуси на выборах 2020 года Валерий Цепкало, политолог Дмитрий Болкунец и общественный деятель Анатолий Котов.
В январе 2021 года заработал сайт Форума, для обсуждения общественных, политических, культурных вопросов. В дальнейшем
В июне 2022 года КГБ объявил интернет-ресурсы Форума экстремистским формированием (участие в экстремистском формировании является уголовным преступлением по белорусским законам), а в октябре того же года сайт и Telegram-канал Форума были признаны экстремистскими материалами.
В 2024 году по делу Форума Вероника Цепкало, Ольга Карач, Анатолий Котов и ещё два человека были заочно приговорены к 12 годам лишения свободы, а также к крупным денежным штрафам.

## Первый Форум Демократических Сил Беларуси
Первый Форум Демократических Сил состоялся 16-17 мая в Варшаве, на мероприятии было более 150 человек.
На Форуме обсуждались следующие основные темы:
- Консолидация усилий демократических сил для преодоления политического кризиса в Беларуси.
- Война в Украине.
- Гражданское общество. Народовластие. Прозрачность и отчетность.
- Санкции.
- Политические заключенные. Пути освобождения.
- Новая Беларусь. Язык и культура. Цифровая Беларусь.
- Правовое положение граждан Беларуси в эмиграции. Дискриминация и как этому противодействовать.
- Ответственность за политические и военные преступления.

Обсуждались вопросы о международного признания Беларуси оккупированной страной, о критериях признания политзаключенных на сегодня в Беларуси, обсуждению правового положения граждан республики в эмиграции и фактов дискриминации белорусов за рубежом.

### Итоги
Итогом работы форума стали несколько документов:
1. Обращение участников Форума демократических сил Беларуси к жителям Украины и международному сообществу относительно военной агрессии со стороны Российской Федерации, в которой его участники выразили поддержку Украине и осудили «бесчеловечные преступления, совершённые и совершаемые российскими войсками» на её территории и действия марионеточного режима Лукашенко, направленные на поддержку российской агрессии в Украине[11].
2. Участники также проголосовали за резолюцию, в которой констатируют завершение процесса скрытой оккупации Беларуси, которая началась в 1996 году, когда белорусский президент Александр Лукашенко начал процесс узурпации власти[12].

По итогам Форума были созданы рабочие группы.

## Второй Форум Демократических Сил Беларуси
Форум состоялся 11-12 июля 2022 года в Берлине. Основная деловая программа форума была разделена на несколько направлений:
- Что нужно сделать для победы демократии в Беларуси?
- Геополитическая ситуация в Европе и место Беларуси.
- Политические заключенные в Беларуси.
- Какие реформы нужны Беларуси?
- Гражданское общество в Беларуси и варианты взаимодействия демократических сил.

|  |  |  |  |
|  |  |  |  |

В повестке дня Форума были дискуссии по вопросам процесса признания оккупации Беларуси, процесса деоккупации, признание Лукашенко международным террористом, организации народного национально-освободительного движения, необходимости избрания народного парламента, преодоление политического, идеологического и информационного влияния русского мира.

### Итоги
Решения участников второго Форума демократических сил Беларуси:
- взять на себя ответственность за объединение и координацию усилий представителей различных организаций, институтов, диаспор и инициатив, а также иных форм гражданского общества Беларуси, с целью свержения режима А.Лукашенко, освобождения всех политзаключенных и проведения свободных, демократических выборов в Республике Беларусь;
- для достижения цели сформировать Национальный Совет объединённых демократических сил Беларуси, как постоянно действующий координационный орган Форума;
- обратиться ко всем иным оппозиционным организациям и инициативам не представленным на Форуме с предложением делегировать своих представителей в состав Национального Совета объединённых демократических сил Беларуси в целях создания национально-освободительного движения Беларуси консолидировать усилия различных инициатив по выработке общей стратегии борьбы с режимом Лукашенко;
- поручить Национальному Совету объединённых демократических сил Беларуси подготовить стратегию и план деятельности Движения, которое он представляет для утверждения на третьем Форуме демократических сил Беларуси[14]